# Lanseringsdatum
Lanseringsdatum (även kallat releasedatum) är ett datum då en ny eller förändrad produkt eller tjänst frisläpps för marknadsföring, försäljning eller leverans. Releasen kan avse till exempel en bil, en dator, en programvara, film eller en skiva med musik.